# Luci Furi Camil (cònsol 349 aC)
Luci Furi Camil (llatí: Lucius Furius M. F. Camillus) va ser un magistrat romà. Formava part de la gens Fúria, una antiga família romana d'origen patrici. Era fill de Marc Furi Camil.
L'any 350 aC un dels cònsols estava malalt i l'altre, Popil·li Laenes, tornava de la guerra contra els gals amb una ferida greu. Camil va ser nomenat dictador per dirigir els comicis i el seu magister equitum va ser Publi Corneli Escipió. Va rebutjar les candidatures plebees i va imposar l'elecció de cònsols exclusivament patricis. El senat satisfet amb això, va fer tot el possible per portar-lo al consolat l'any 349 aC. Una vegada elegit va imposar com a col·lega a Appi Claudi Cras, però aquest va morir mentre es preparava la guerra amb els gals. Camil es va convertir en cònsol únic i va assolir el comandament contra els gals. Va deixar dues legions per protegir la ciutat i les altres vuit es van dividir entre ell mateix i el pretor Pinari Natta que havia de protegir la costa contra els pirates grecs que en aquest moments infestaven el Laci. Amb les seves 4 legions Camil va derrotar els gals al districte de Pomptine i els va empènyer cap a la Pulla. En aquesta batalla es va produir un famós combat singular entre un valent gal i Marc Valeri Corv. Valeri Corv va ser honorat amb un regal de deu bous i una corona d'or per part de Camil. Es va reunir amb Pinari a la costa, però no van fer res d'important contra els pirates grecs, i aquestos es van dispersar aviat.